# Violence à Rome
Pour plus de détails, voir Fiche technique et Distribution.
Violence à Rome (I violenti di Roma bene) est un poliziottesco italien réalisé par Sergio Grieco et sorti en 1976. Il est directement inspiré du massacre du Circeo, qui a défrayé la chronique en septembre 1975.
Un film du nom de La Nuit des excitées est sorti dans les cinémas français en 1979. Il est constitué en grande partie de ce film-ci avec adjonctions non autorisées de scènes pornographiques françaises additionnelles ainsi que d'extraits du film britannique Suceurs de sang de Robert Hartford-Davis. Ultérieurement, une cassette vidéo ne contenant que le film italien original a été éditée en France sous le titre Violence à Rome.

## Synopsis
À Rome, une bande de jeunes gens de bonnes familles commet des violences et des vols. Le commissaire De Gregori va essayer par tous les moyens de les arrêter.

## Fiche technique
Sauf indication contraire, les informations mentionnées dans cette section peuvent être confirmées par la base de données cinématographiques IMDb,  présente dans la section « Liens externes ».
- Titre en français : Violence à Rome ou Le Violent de Rome ou Crever sur sa moto[2] (Version pornographique : La Nuit des excitées[2])
- Titre original : I violenti di Roma bene[3]
- Réalisation : Sergio Grieco
- Scenario :	Massimo Felisatti, Luigi Mordini, Giuseppe Maggi
- Photographie :	Sergio Martinelli
- Montage : Giancarlo Venarucci
- Musique : Lallo Gori
- Société de production : David Film
- Pays de production :  Italie
- Langue originale : Italien
- Format : Couleur - 1,85:1 - Son mono - 35 mm
- Durée : 85 min (1 h 25)
- Genre : Poliziottesco
- Dates de sortie :
  - Italie : 12 août 1976
  - France : 31 octobre 1979 (Version pornographique[2])

## Distribution
- Antonio Sabàto : Commissaire De Gregori
- Gloria Piedimonte : Elena, la jeune fille violentée
- Pierre Marfurt : Stefano Donini
- Cesare Barro : Bruno
- Franca Gonella : La sœur de Marco
- Pupo De Luca (it) : Maréchal Turrini
- Giacomo Rossi Stuart : Le père de Stefano Donini
- Gianluca Farnese : Marco